# No More Days to Waste (pjesma)
"No More Days to Waste" je pjesma njemačkog pop-rock sastava Aloha from Hell s njihova prvog albuma No More Days to Waste koju su napisali Michelle Leonard, Linda Karlstedt, Susanna Janjic, Klas Olofsson i Fredrik Landh. Pjesma je objavljena kao treći singl albuma, izdan 3. travnja. 2009. Pjesma je dosegnula 59. mjesto na njemačkoj ljestvici singlova.

## Videospot
Videospot snimljen je u Los Angelesu. U spotu članovi sastava pjevaju na vrhu jednog hotel. 

## Popis pjesama

### CD singl
1. "No more days to waste (singl verzija)" - 3:00
2. "No more days to waste (Time Tools radio verzija)" - 2:57

### Maxi CD Singl
1. "No more days to waste (singl verzija)" - 3:00
2. "No more days to waste (Time Tools radio verzija)" - 2:57
3. "No more days to waste (Unplugged verzija) " - 2:57
4. "I'll smash your mind (uživo verzija) " - 3:28

## Ljestvica
| Ljestvica (2009.)           | Najviša pozicija |
| --------------------------- | ---------------- |
| Njemačka ljestvica singlova | 59               |